# Kenan Mahmudov
Kenan Mahmudov (30 januari 1988) is een Macedonisch-Nederlands voetballer die als aanvaller voor AGOVV Apeldoorn speelde. Hij is een broer van Denis Mahmudov.

## Carrière
Kenan Mahmudov speelde in de gezamenlijke jeugdopleiding van Vitesse en AGOVV Apeldoorn. Bij laatstgenoemde club was hij van medio 2007 tot eind 2008 op amateurbasis actief. Hij debuteerde in het betaald voetbal op 30 november 2007, in de met 0-1 verloren uitwedstrijd tegen Stormvogels Telstar. In de volgende speelronde kwam hij ook in actie, in de met 3-1 verloren uitwedstrijd tegen FC Den Bosch. In de rest van het seizoen kwam hij niet meer in actie, en ook in het seizoen erna speelde hij niet. Zodoende vertrok hij halverwege het seizoen 2008/09 bij AGOVV. Hierna speelde hij nog voor de amateurclubs SDC Putten, WHC, SV Vaassen, Alexandria, VV TKA en ZVV '56. Vanaf 2020 speelt hij weer voor VV TKA.

### Statistieken
| Seizoen                   | Club            | Land           | Competitie     | Competitie | Competitie | Beker | Beker | Totaal | Totaal |
| Seizoen                   | Club            | Land           | Competitie     | Wed.       | Dlp.       | Wed.  | Dlp.  | Wed.   | Dlp.   |
| ------------------------- | --------------- | -------------- | -------------- | ---------- | ---------- | ----- | ----- | ------ | ------ |
| 2007/08                   | AGOVV Apeldoorn | Nederland      | Eerste divisie | 2          | 0          | 0     | 0     | 2      | 0      |
| 2008/09                   | AGOVV Apeldoorn | Nederland      | Eerste divisie | 0          | 0          | 0     | 0     | 0      | 0      |
| Carrièretotaal            | Carrièretotaal  | Carrièretotaal | Carrièretotaal | 2          | 0          | 0     | 0     | 2      | 0      |
| Bijgewerkt op 1 juni 2020 |                 |                |                |            |            |       |       |        |        |